# Santi Kolk
Santiago (Santi) Kolk (Den Haag, 2 oktober 1981) is een Nederlands voormalig betaald voetballer, die bij voorkeur als rechtsbuiten speelde. Kolk speelde in verschillende Nederlandse vertegenwoordigende jeugdelftallen. 

## Loopbaan
Kolks carrière in het profvoetbal begon in 1999 bij ADO Den Haag. Zijn officiële debuut was op 29 augustus 1999, in de thuiswedstrijd tegen NAC Breda. Binnen een minuut scoorde hij zijn eerste doelpunt. In 2000 werd hij gecontracteerd door sc Heerenveen. De club verhuurde hem aan RKC Waalwijk, ADO en FC Den Bosch. In 2004 werd hij gecontracteerd door Feyenoord. De club verhuurde hem direct aan SBV Excelsior en in het seizoen 2005/2006 speelde Kolk op huurbasis voor FC Zwolle waar hij topscorer van de Eerste divisie werd met negentien doelpunten. 
In het seizoen 2006/07 speelde hij wederom voor ADO. Vanaf het seizoen 2007/2008 kwam hij uit voor Vitesse.  In juli 2010 tekende Kolk voor drie jaar bij 1. FC Union Berlin, dan uitkomend in de tweede Bundesliga. Na een seizoen werd hij verhuurd aan NAC Breda. Zijn contract werd in juni 2012 ontbonden. 
Op 17 januari 2013 tekende Kolk een contract voor een half jaar bij ADO Den Haag, nadat hij een periode meetrainde met de selectie en meeging op trainingskamp in Estepona. Dit was de vierde keer dat hij bij ADO Den Haag tekende. Op 1 september 2013 werd bekend dat hij niet in aanmerking kwam voor een nieuw contract bij ADO Den Haag, nadat hij hier enkele weken meetrainde om zijn conditie op peil te houden. Kolk liet weten tot medio september te blijven zoeken naar een buitenlands avontuur. Hij heeft gezegd niet beschikbaar te zijn voor Nederlandse top- en hoofdklasseclubs. Op 27 november 2013 werd bekend dat Kolk een punt achter zijn loopbaan zette.
Na zijn actieve carrière werd Kolk spelersmakelaar en begeleidde hij onder anderen Denzel Dumfries.

## Statistieken
| Seizoen | Club               | Land      | Competitie     | Wed. | Goals |
| ------- | ------------------ | --------- | -------------- | ---- | ----- |
| 1999/00 | ADO Den Haag       | Nederland | Eerste divisie | 15   | 2     |
| 2000/01 | sc Heerenveen      | Nederland | Eredivisie     | 11   | 1     |
| 2001/02 | sc Heerenveen      | Nederland | Eredivisie     | 4    | 0     |
| 2001/02 | → RKC Waalwijk     | Nederland | Eredivisie     | 21   | 1     |
| 2002/03 | sc Heerenveen      | Nederland | Eredivisie     | 12   | 3     |
| 2002/03 | → ADO Den Haag     | Nederland | Eerste divisie | 8    | 0     |
| 2003/04 | sc Heerenveen      | Nederland | Eredivisie     | 3    | 0     |
| 2003/04 | → FC Den Bosch     | Nederland | Eerste divisie | 22   | 2     |
| 2004/05 | Feyenoord          | Nederland | Eredivisie     | 0    | 0     |
| 2004/05 | → Excelsior        | Nederland | Eerste divisie | 34   | 10    |
| 2005/06 | Feyenoord          | Nederland | Eredivisie     | 0    | 0     |
| 2005/06 | → Excelsior        | Nederland | Eerste divisie | 2    | 0     |
| 2005/06 | → FC Zwolle        | Nederland | Eerste divisie | 29   | 18    |
| 2006/07 | ADO Den Haag       | Nederland | Eredivisie     | 29   | 12    |
| 2007/08 | Vitesse            | Nederland | Eredivisie     | 32   | 12    |
| 2008/09 | Vitesse            | Nederland | Eredivisie     | 28   | 4     |
| 2009/10 | Vitesse            | Nederland | Eredivisie     | 26   | 7     |
| 2010/11 | 1. FC Union Berlin | Duitsland | 2. Bundesliga  | 17   | 4     |
| 2011/12 | → NAC Breda        | Nederland | Eredivisie     | 26   | 5     |
| 2012/13 | ADO Den Haag       | Nederland | Eredivisie     | 13   | 2     |
| Totaal  | Totaal             | Totaal    | Totaal         | 332  | 83    |